# Хапоель Цафрірім (Холон)
«Хапоель Цафрірім» (івр. הפועל צפרירים חולון) — ізраїльський футбольний клуб з міста Холон. Заснований 1985 року шляхом злиття «Хапоеля» (Холон) та «Цафрірім» (Холон).

## Історія

### «Хапоель» (Холон)
У 1970 році «Хапоель» вперше у власній історії вийшов у Лігу Леуміт (тогочасний вищий дивізіон чемпіонату Ізраїлю). Проте сезон 1970/71 років команда завершила на дні турнірної таблиці та повернувся до Ліги Алеф. На момент злиття з «Цафрірім» (Холон) команда виступала в Лізі Арцит (тогочасний другий дивізіон чемпіонату Ізраїлю).

### «Цафрірім» (Холон)
Команда «Цафрірім» традиційно представляла Тель-Гіборім, передмістя Холону. На момент злиття з «Хапоелем» (Холон) «Цафрірім» виступав у Лізі Алеф, тогочасному третьому дивізіоні ізраїльського чемпіонату.

### «Хапоель Цафрірім» (Холон)
Хапоель Цафрірім» (Холон) зайняв місце «Хапоеля» (Холон) у Лізі Арцит. У сезоні 1985/86 років новостворений клуб фінішував на четвертому місці, за одну позицію від путівки до вищого дивізіону ізраїльського чемпіонату. А вже наступного сезону «Хапоель Цафрірім» виграв Лігу Арцит та здобув місце у вищому дивізіоні чемпіонату Ізраїлю.
Наприкінці 1980-х років та в 1990-х років провів 11 сезонів в еліті ізраїльського футболу. Незважаючи на три вильоти в другий дивізіон, команда тричі спромоглася повернутися до вищого дивізіону (1989/90, 1997/98 та 1999/00). Найбільшим успіхом клубу у вищому дивізіоні чемпіонату Ізраїлю стало 6-е місце в Лізі Леуміт 1992/93. 
Востаннє виступав у вищому дивізіоні в сезоні 2000/01, коли холонський клуб посів останнє місце й опустився в Лігу Леуміт, яка стала новим другим дивізіоном ізраїльського футболу. У сезонах 2001/02 та 2003/04 років клуб займав передостаннє місце в Лізі Леуміт, однак в обох випадках клуб уник вильоту до Ліги Арцит (третій дивізіон чемпіонату Ізраїлю). Сталося це у зв'язку з тим, що «Хакоах Маккабі Амідар» та Маккабі (Кір'ят-Гат) понизили в класі за порушення фінансових правил.
У сезоні 2004/05 років «Хапоель Цафрірім» посів останнє місце в Лізі Леуміт та вилетів у Лігу Арцит. За підсумком наступного сезону команда знову понизилася в класі, вилетіла в Лігу Алеф. У сезоні 2007/08 років команда знову понизилася в класі. Після поразки від «Хапоеля» (Арад) з рахунком 1:4 у плей-оф за право збереження місця в Лізі Алеф, команда опустилася до п'ятого дивізіону (Ліга Бет).
У сезоні 2008/09 років «Цафрірім» виграв Групу «Південь» Ліги Бет та повернувся до Ліги Алеф. У зв'язку з реорганізацією системи футбольних ліг Ізраїлю сезон 2009/10 років розпочав одразу на два рівні вище, в третьому дивізіоні ізраїльського чемпіонату. 
Після поразки в останньому турі сезону 2010/11 років «Хапоель» вилетів у Лігу Бет, четвертий дивізіон чемпіонату Ізраїлю. 
6 липня 2016 року Цафрірім об'єднався з «Холон» (Янів), утворивши «Хапоель» (Холон) та стартував у Лізі Бет.
Незважаючи на вихід у Лігу Алеф, влітку 2017 року «Цафрірім» відновив своє існування та стартував у Лізі Гімель.

## Досягнення
- Ліга Арцит
  -  Чемпіон (2): 1986/87 (другий дивізіон), 1989/90 (другий дивізіон)

- Ліга Леуміт
  -  Чемпіон (1): 1999/00 (другий дивізіон)

- Ліга Бет (четвертий дивізіон)
  -  Чемпіон (2): 1973/741, 1981/821

- Ліга Гімель (п'ятий дивізіон)
  -  Чемпіон (1): 2008/09

- Кубок Групи «Південь Б» Ліги Бет
  -  Володар (1): 2011/12

1Досягнення «Цафрірім» (Холон)

## Відомі гравці
- Сергій Краковський
- Віктор Мороз
- Геннадій Перепаденко
- Роман Пець
- Олег Таран
- Сенад Репуг
- Антон Шох
- Самсон Сяся
- Ельман Султанов
- Климентій Цітаішвілі
- Олександр Жидков